# ヤニス・アデトクンボ
- ヤニス・アデトクンポ
- ヤニス・アンデトクンポ

ヤニス・シーナ・ウーゴ・アデトクンボ（Giannis Sina Ugo Antetokounmpo、[ˈjɑːnəs ˌɑːntɛtəˈkuːmpoʊ] YAH-nəs AHN-tet-ə-KOOM-poh; ギリシア語: Γιάννης Σίνα-Ούγκο Αντετοκούνμπο, IPA: [ˈʝanis a(n)detoˈku(m)bo]; 1994年12月6日 - ）は、ギリシャ・アテネ出身のプロバスケットボール選手。NBAのミルウォーキー・バックスに所属している。ポジションはパワーフォワード。愛称は「ギリシャの怪物」を意味する「ザ・グリーク・フリーク」。
NBAにおいて、1シーズンの通算得点、リバウンド、アシスト、スティール、ブロックでリーグトップ20位にランクインした史上初の選手となっている。2年連続オールスター投票1位を含む5年連続NBAオールスターゲーム出場、2017年にNBA最成長選手賞を受賞しており、2020年には同一シーズンにMVPと最優秀守備選手賞を受賞したNBA史上3人目の選手となった（他、マイケル・ジョーダンとアキーム・オラジュワン）。また、NBAで史上唯一MIP、シーズンMVP、ファイナルMVP、オールスターゲームMVP、DPOYの5つの賞を総なめしている選手である。

## 来歴
17歳でギリシャ国内2部リーグでプロデビュー。2013-2014シーズンからリーガACBのバスケット・サラゴサ2002への移籍が内定していたが、NBAのスカウト陣から注目されたことで急遽2013年のNBAドラフトにエントリーを表明。

### ミルウォーキー・バックス

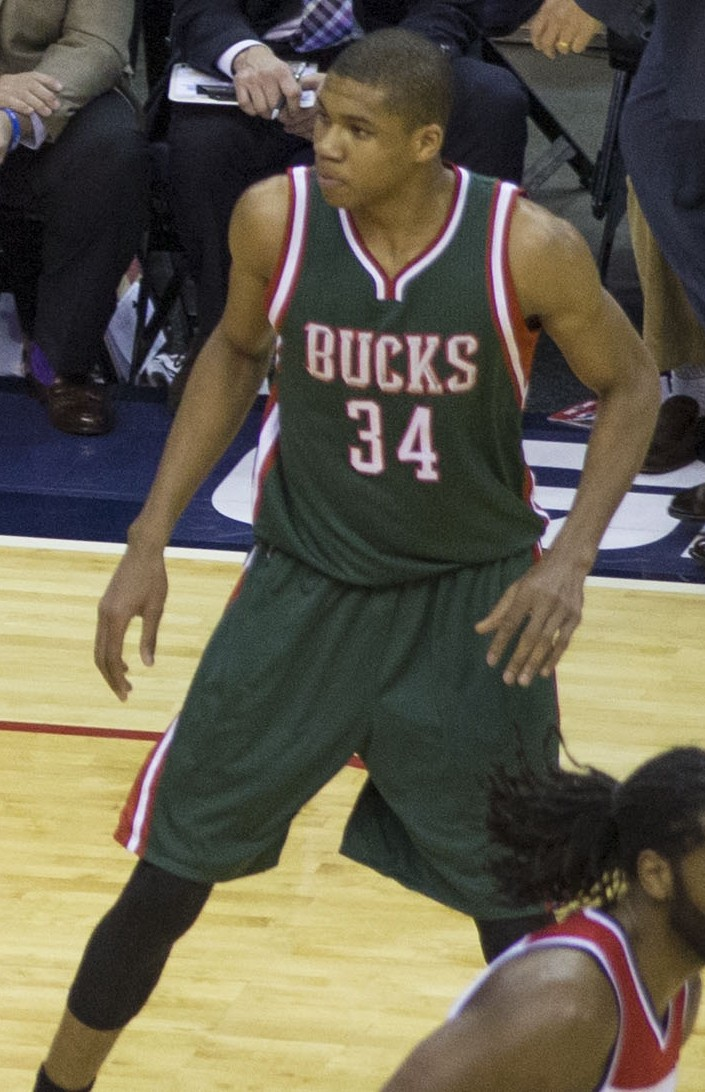
2014年のアデトクンボ

ドラフトで1巡目15位でミルウォーキー・バックスに指名され入団した。2013-14シーズンにオールルーキーチームの2ndチームに選出された。
2015-16シーズン、2015年11月19日のクリーブランド・キャバリアーズ戦では、自己最高で両チームでも最多の33得点を記録し、マッチアップを組んだレブロン・ジェームズからも絶賛され、2015年12月13日のゴールデンステート・ウォリアーズ戦では11得点、12リバウンド、10アシストのトリプル・ダブルを記録し、チームも108-95で勝利。ウォリアーズの記録的な連勝を24で止めた試合において活躍をみせた。2016年3月よりヘッドコーチ・ジェイソン・キッドによりポイントガードとして起用され、それ以来トリプル・ダブルに近い成績を記録している。

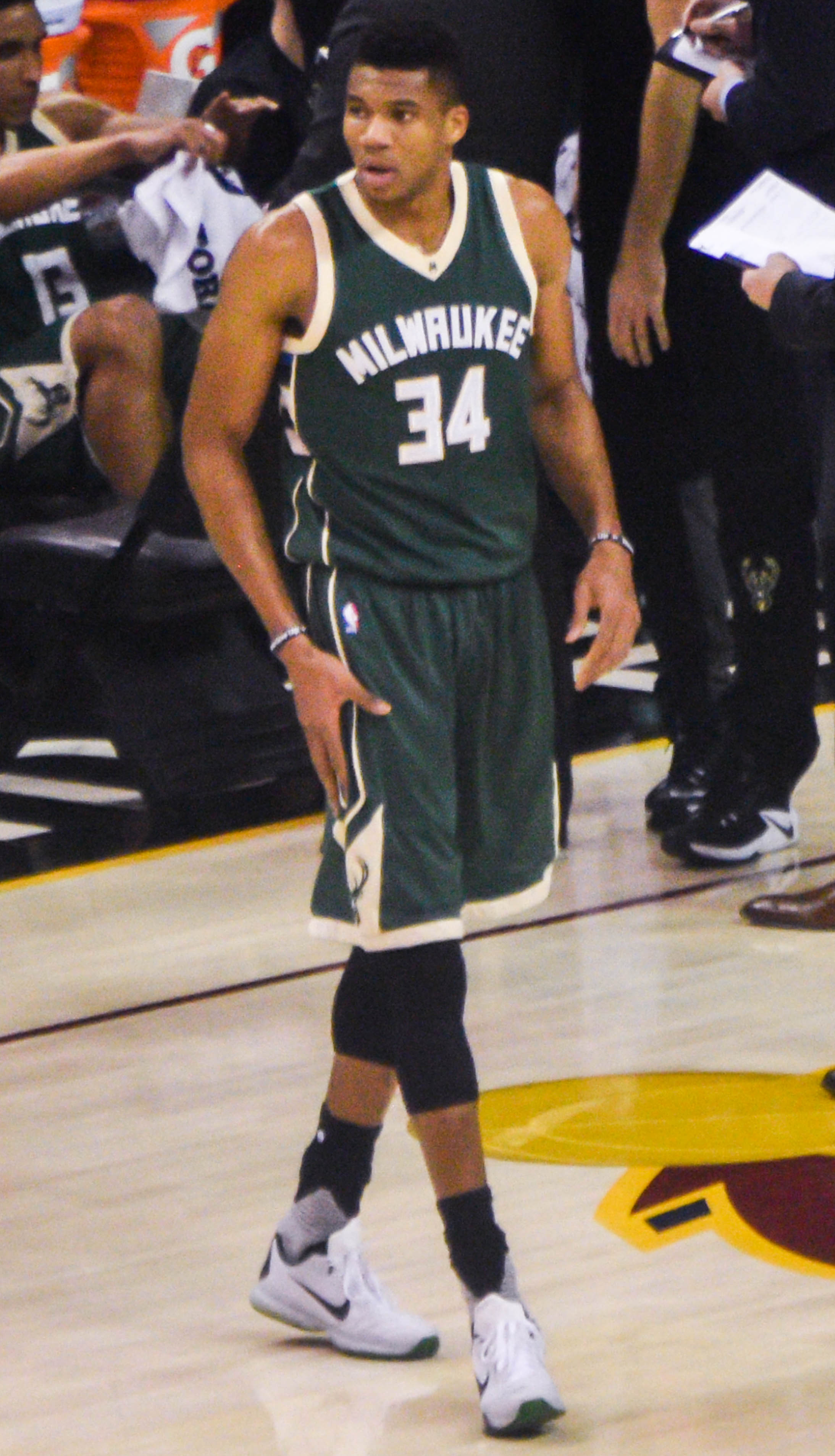
2016年のアデトクンボ

2016-17シーズン開幕前の2016年9月にバックスとの4年総額1億ドルの延長契約に合意した。11月29日のクリーブランド・キャバリアーズ戦ではキャリアハイに並ぶ34得点を含む12アシストを記録し、前シーズンチャンピオンのキャバリアーズに118-101での勝利に導いた。12月23日のワシントン・ウィザーズ戦では、自己最高の39得点を記録した。更に2017年1月4日のニューヨーク・ニックス戦では、103-104で迎えた第4クォーター残り数秒の場面から、逆転のブザービーターショットを決め、逆転勝利に導く。
当シーズンの活躍もあり、1月19日には、NBAオールスターゲームにファン投票で先発選手に選出され、バックスの選手としては2004年大会のマイケル・レッド以来のオールスターゲーム出場、更にファン投票での選出は2002年大会のレイ・アレン以来の快挙を達成した。さらに、主要5項目のスタッツすべてでチームリーダーを記録し（史上5人目）、"リーグトップ20"に入るという史上初の快挙も成し遂げ、攻守でチームの要となり大きく飛躍した1年となった。

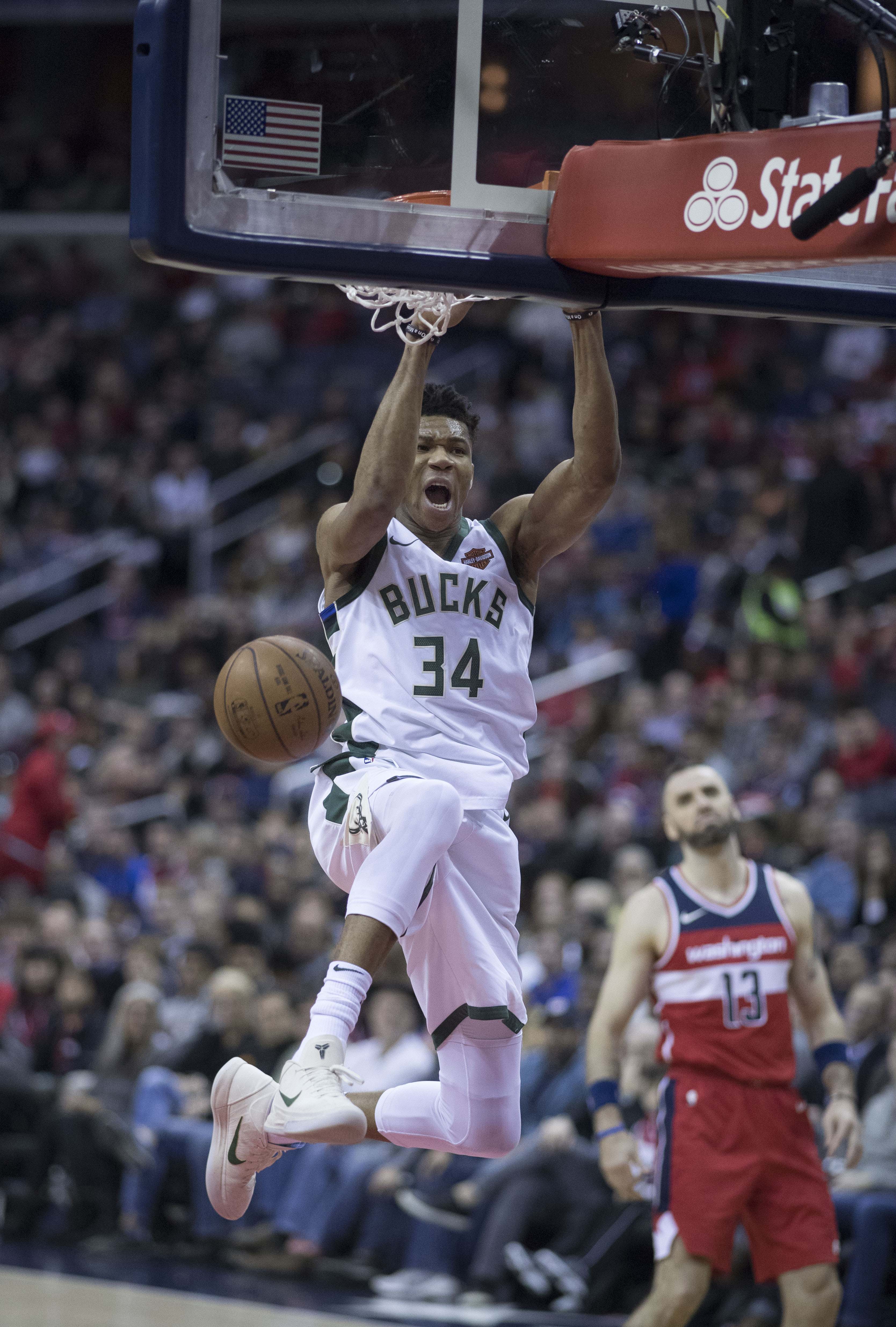
ワシントン・ウィザーズ戦にてダンクをするアデトクンボ（2018年）

2017-18シーズントレーニングキャンプ中に父親が心臓発作で他界するという悲劇に見舞われるも、シーズン開幕戦のボストン・セルティックス戦で37得点、13リバウンドの活躍を見せ、開幕戦勝利に導く。同月21日のポートランド・トレイルブレイザーズ戦では、自身初の40点越えとなる44得点を記録した。2018年2月18日にロサンゼルスのステイプルズ・センターで行われるNBAオールスターゲームに先発出場することが発表された。バックスの選手が2年連続でオールスターに先発するのは1979年と1980年のマーカス・ジョンソン以来の事となる。2018年1月26日に行われたブルックリン・ネッツ戦で41得点、13リバウンドを記録、試合はバックスが116-91で勝利した。2018年2月15日に行われたデンバー・ナゲッツ戦で今季初のトリプル・ダブルとなる36得点、11リバウンド、13アシストを記録し、勝利は134-123でナゲッツに敗れた。また、このトリプル・ダブルによりヤニスはキャリア通算で9回目のトリプル・ダブルとなりカリーム・アブドゥル＝ジャバーのチーム最多トリプル・ダブル記録を更新した。2月24日に行われたトロント・ラプターズ戦で26得点、12リバウンドのダブル・ダブルを記録し、試合はバックスがオーバータイムの末122-119で勝利した。3月4日に行われたフィラデルフィア・76ers戦で35得点、9リバウンド、7アシストを記録し、試合はバックスが118-110で勝利した。3月14日に行われたオーランド・マジック戦で38得点、10リバウンド、7アシスト、3スティールを記録したが、試合はマジックに126-117で敗れた。3月17日に行われたアトランタ・ホークス戦で33得点、12リバウンドを記録し、試合はバックスが122-117で勝利した。3月19日に行われたクリーブランド・キャバリアーズ戦で37得点、11リバウンドを記録したが、試合はキャバリアーズに124-117で敗れた。
プレーオフ1回戦、対ボストン・セルティックスの初戦で35得点、13リバウンド、7アシストを記録したが、試合はオーバータイムの末、113-107で敗れた。第2戦目では30得点、9リバウンド、8アシストを記録したが、試合は120-106で敗れた。第6戦で31得点、14リバウンドを記録、試合は97-86で勝利しシリーズの決着は最終第7戦に持ち込まれることになった。第7戦で22得点、9リバウンドを記録したが、試合は112-96で敗れバックスは3勝4敗で1回戦敗退となった。
2018-19シーズン、2018年10月24日、ヤニスはフィラデルフィア・76ersとの試合に123-108で勝利し、32得点、18リバウンド、10アシストを記録した。そして、バックスにとって2001-02シーズン以来となる、シーズン最初の4試合で4連勝を成し遂げるのに貢献した。また、シーズン最初の4試合で平均25得点・15リバウンドを記録したのは、NBAではウィルト・チェンバレン（1964年 - 1965年、フィラデルフィア76ers時代）以来である。11月4日、彼はサクラメント・キングス戦で 144-109で勝利し、26得点、15リバウンド、11アシストで今シーズン2度目のトリプル・ダブルを記録した。11月19日から25日までの全4試合で、11月23日にフェニックス・サンズに対してシーズンハイの35得点を含め、少なくとも29得点以上を記録した。彼は10月と11月のイースタンカンファレンス月間最優秀選手に選ばれた。12月14日、バックスはクリーブランド・キャバリアーズに114-102で勝利し、ヤニスはキャリアハイとなる44得点を記録した。12月29日、彼はブルックリン・ネッツ戦で31得点、10リバウンド、10アシストで今シーズン3度目のトリプル・ダブルを記録し、129-115でバックスが勝利した。その後、彼は12月のカンファレンス月間最優秀選手に選ばれた。ヤニスは2018年のユーロスカー・ユーロピアン・プレイヤー・オブ・ザ・イヤー（その年で最も優れた男子ヨーロッパのバスケットボール選手に授与される賞）に選ばれ、1987年のニック・ガリス以来となる、この賞を受賞したギリシャで2番目の選手となった。
2019年1月5日、ヤニスはトロント・ラプターズとの試合で123-116で敗れたが、43得点、18リバウンドを記録した。1月9日、彼はヒューストン・ロケッツ戦で27得点を記録し、 シーズンハイとなる21リバウンドを記録し、チームも116-109で勝利した。1月15日、彼はマイアミ・ヒートに124-86で勝利し、12得点、10リバウンド、10アシストで今シーズン4回目のトリプルダブルを獲得した。 2月4日、彼は6回目の週間最優秀選手に選ばれた。2月6日、彼はワシントンウィザーズに対する148-129の勝利で43得点を記録した。2月13日、彼はインディアナ・ペイサーズ戦で106-97で勝利し、33得点、19リバウンド、11アシストを記録し、今シーズン5度目のトリプルダブルを記録した。この試合で、彼は今シーズン中13回目となる25得点、15リバウンド、5アシストを記録し、1976-77シーズンにシャキール・オニールが成し遂げた記録を更新した。オールスターゲームではカイリー・アービング、カワイ・レナードらを抑えて最多得票を獲得し、カンファレンスのキャプテンとなった。彼は2月のカンファレンス月間最優秀選手に選ばれた。3月2日、彼はユタ・ジャズに115-111で敗北したが、43得点、14リバウンドを記録した。3月17日、彼はフィラデルフィア・76ersに130-125で敗れたが、キャリアハイとなる52得点、16リバウンドを記録した。4月4日、彼は76ers戦に128-122で勝利し、45得点、13リバウンドを記録し、バックスがカンファレンスで第1シードを獲得するのに貢献した。プレーオフ第1回戦、デトロイト・ピストンズとの第4戦目に127-104で勝利し、彼は41得点を記録し、2001年以来初めてのプレーオフ第2回戦進出に貢献し、彼はカリーム・アブドゥル ・ジャバー 、 テリー・カミングス 、 レイ・アレン 、 マイケル・レッドに続き、ミルウォーキー・バックスの選手としてプレーオフで40得点を記録した史上5人目であった。ボストン・セルティックスとの第2回戦、第4戦で、彼は39得点、16リバウンドを記録し、バックスが113-101で勝利するのに貢献し、3-1でリードを奪った。その後、バックスはカンファレンス決勝に進出した。カンファレンス決勝では、カワイ・レナード率いるトロント・ラプターズと対戦し、最初の2試合で勝利したが、続く4試合でラプターズに4連敗し、4-2で敗退した。
6月24日、2019年のNBAアウォーズでMVPに選出された。彼は、カリーム・アブドゥル・ジャバー以来MVPを獲得した2番目のバックス選手となり、デリック・ローズ、レブロン・ジェームズに続き、過去40シーズンでMVPを獲得した3番目に若い選手で、アメリカ以外の出身でMVPを受賞した史上5人目の選手であった。さらに、MIPも過去に受賞したため、MIPとシーズンMVPの両方を受賞した史上初の選手となった。
2019-20シーズン、レギュラーシーズンはカンファレンス1位で終え、プレーオフのカンファレンス準決勝では第4戦で右足首を負傷して途中退場し、2日後の第5戦ではコートに立てず、マイアミ・ヒートに敗れてシーズン終了となった。
オフに2年連続となるMVPと、自身初となるNBA最優秀守備選手賞を受賞した。MVPと最優秀守備選手賞の同時受賞は1988年のマイケル・ジョーダンと1994年のアキーム・オラジュワンに次ぐ史上3人目の快挙である。
2020-21シーズン、開幕直前の12月15日にバックスと5年総額2億2800万ドルのスーパーマックス契約を結び契約延長した。
5年連続でオールスターゲームにスターターで選出され、チーム・レブロンの一員として、フィールドゴールを16本中16本すべて沈めて35得点を記録し、自身初のオールスターゲームMVPを受賞した。またマイケル・ジョーダンとケビン・ガーネットに次ぐ、通算キャリアでシーズンMVP、オールスターゲームMVP、最優秀守備選手賞を受賞したNBA史上3人目の選手となった。また、外国人選手がオールスターゲームMVPを受賞するのはNBA史上初である。レギュラーシーズンでは平均28.1得点、11リバウンド、5.9アシスト、1.2スティール、1.2ブロックの活躍でチームを牽引し、46勝26敗のイースタンカンファレンス3位に導きプレーオフへと進んだ。
プレーオフでは去年敗北を喫したマイアミ・ヒートを相手に初戦から26得点、18リバウンドを記録し、チームの一試合におけるプレーオフ最多リバウンド記録を更新すると、勢いそのままに4連勝し昨年の雪辱を果たした。続くカンファレンスセミファイナルではケビン・デュラント、ジェームズ・ハーデン、カイリー・アービングのビッグ3を擁するブルックリン・ネッツ相手に苦しめられるも、ハーデンとアービングの故障やクリス・ミドルトン、ブルック・ロペスらの活躍もあり第7戦で勝利しカンファレンスファイナルへと駒を進めた。カンファレンスファイナルではアトランタ・ホークスと対戦したが、第4戦で着地の際に膝を負傷。第5、第6戦は欠場したがチームメイトたちの奮闘により勝利し自身初となるカンファレンスファイナル優勝を成し遂げた。迎えたNBAファイナルでは悲願の初優勝に燃えるクリス・ポール、デビン・ブッカー率いるフェニックス・サンズと対戦。当初膝の故障はシーズン終了となるレベルとされていたが、奇跡的な回復を見せ第1戦から復帰した。敵地で連敗スタートとなるも、そこから3連勝しホームで迎えた第6戦では50得点、14リバウンド、5ブロックの大活躍でチームを4勝2敗で勝利に導き自身初、またチームとして50年ぶりとなるNBA制覇を成し遂げ、このシリーズで35.2得点、13.2リバウンド、5.0アシスト、FG成功率61.8%を記録し、ファイナルMVPを受賞した。またこの試合でファイナル史上6人目となる50点以上を記録した選手となり、マイケル・ジョーダンに続き史上2人目となるシーズンMVP、ファイナルMVP、オールスターMVP、最優秀守備選手の4部門全てを受賞した選手となった。
2021-22シーズン

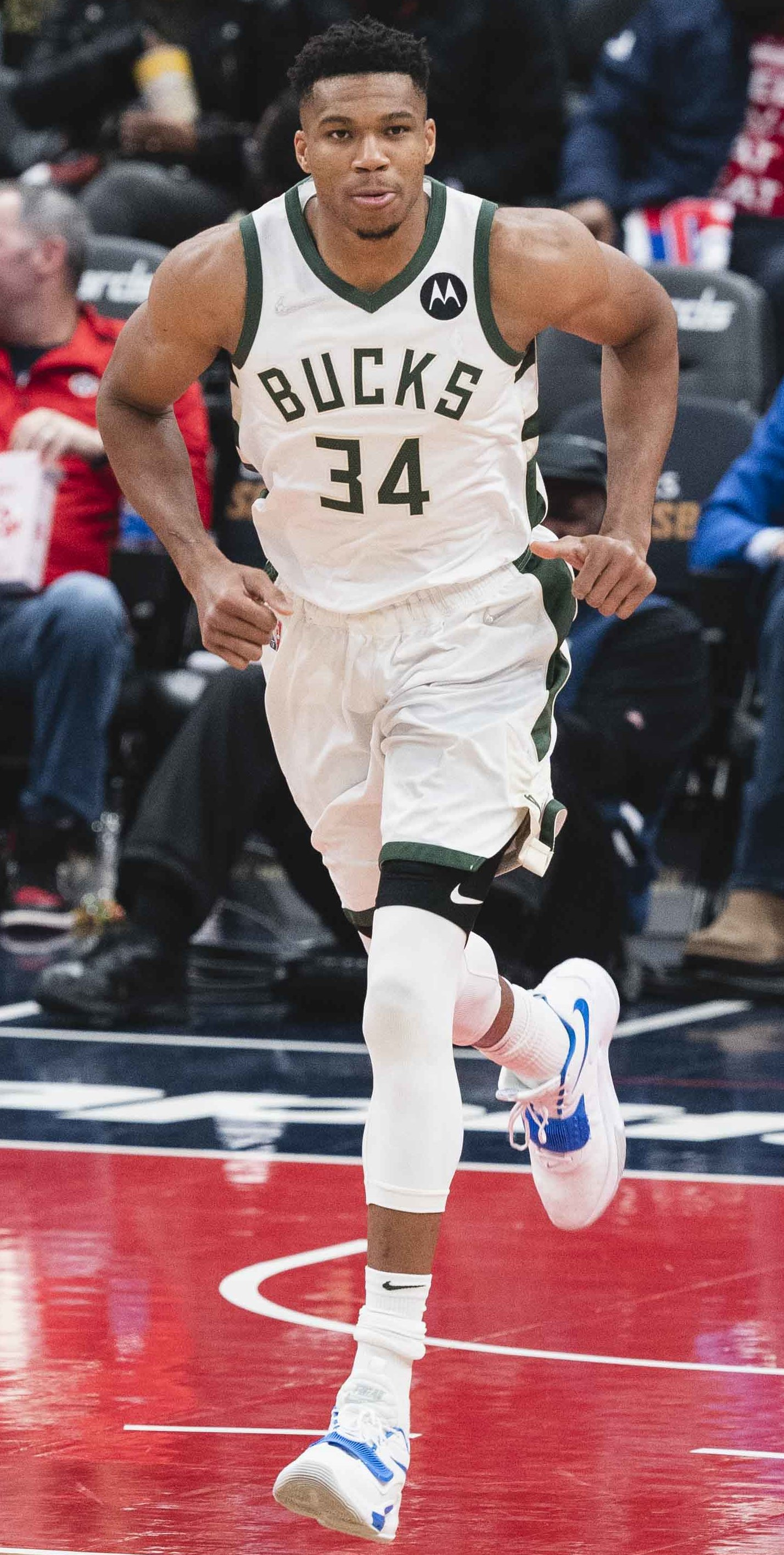
2021年のアデトクンボ

2021年10月20日、NBA創設75周年を記念するNBA75周年記念チームに、最年少の27歳で選出された。しかし、12月に入りCOVID-19に感染したことが判明し、5試合欠場を余儀なくされた。同月25日の恒例のクリスマスゲームのボストン・セルティックス戦で復帰。36得点、12リバウンドを記録し、117-113の勝利に貢献した。
2022年1月13日のゴールデンステート・ウォリアーズ戦で30得点、12リバウンド、11アシストを記録し、30分以内で30得点以上のトリプル・ダブルを複数回達成した史上初の選手となった。また、通算トリプル・ダブル数でマイケル・ジョーダンに並んだ。2月8日のロサンゼルス・レイカーズ戦で44得点、14リバウンド、8アシスト、0ターンオーバーを記録し、チームは131-116で勝利した。同月15日のインディアナ・ペイサーズ戦でシーズンハイとなる50得点（FG成功率81%）を含む14リバウンドを記録し、チームは128-119で勝利した。なお、FG成功率80%以上で50得点を記録したのは、NBA史上12人目であった。3月29日のフィラデルフィア・76ers戦でジョエル・エンビードへの決勝ブロックを含む40得点、14リバウンド、6アシストを記録し、チームは118-116で辛勝した。翌日のブルックリン・ネッツ戦で44得点、14リバウンド、6アシストを記録し、カリーム・アブドゥル＝ジャバーが保持していた通算得点のフランチャイズ記録を更新した。このシーズン、アデトクンボは平均29.9得点、11.6リバウンド、5.8アシストを記録し、4つのシーズンで平均25得点・10リバウンド・5アシスト以上を記録したNBA史上初の選手となった 。
4月20日に行われたシカゴ・ブルズとのプレーオフ第1回戦の第2戦で33得点、18リバウンド、9アシストを記録したが、チームは110-114で惜敗した。なお、この試合でカリーム・アブドゥル＝ジャバーが保持していたプレーオフでの通算得点のフランチャイズ記録を更新した。5月1日に行われたボストン・セルティックスとのカンファレンス準決勝の第1戦で、プレーオフ2度目のトリプル・ダブルとなる24得点、13リバウンド、12アシストを記録し、プレーオフで複数回のトリプル・ダブルを記録したフランチャイズ史上初の選手となり、チームは101-89で勝利した。第6戦では44得点、20リバウンド、6アシストを記録したが、チームは95-108で敗れた。なお、プレーオフで40-20-5以上のダブル・ダブルを達成したのは、ウィルト・チェンバレン、シャキール・オニールに次いでNBA史上3人目であった。第7戦で25得点、20リバウンド、9アシストを記録したものの、チームはプレーオフ敗退となった。このプレーオフで、アデトクンボは平均31.7得点、14.2リバウンド、6.2アシストを記録し、プレーオフでこのスタッツラインを記録したNBA史上初の選手となった。
5月21日に4年連続となるオールディフェンシブファーストチームに選出され、これは自身5度目となるオールディフェンシブチーム選出となり、シドニー・モンクリーフが保持するフランチャイズ記録に並んだ。また、4年連続となるオールNBAファーストチームにも選出され、これは自身6度目のオールNBAチーム選出となり、カリーム・アブドゥル・ジャバー、シドニー・モンクリーフが保持するフランチャイズ記録に並んだ。
2022-23シーズン、10月22日のヒューストン・ロケッツ戦で44得点、12リバウンドを記録し、チームは125-105で勝利した。なお、出場時間28分未満で44得点を記録したのはNBA史上5回目であり、この試合でシドニー・モンクリーフが保持していた通算フリースロー成功数のフランチャイズ記録を更新した。11月4日のミネソタ・ティンバーウルブズ戦で自身30度目のトリプル・ダブルとなる26得点、14リバウンド、11アシストを記録し、チームは115-102で勝利した。12月28日のシカゴ・ブルズ戦でキャリアハイとなる22リバウンドを含む45得点、7アシストを記録したが、チームは延長戦の末に113-119で敗れた。2日後のミネソタ・ティンバーウルブズ戦では43得点、20リバウンド、5アシストを記録し、チームは123-114で勝利した。なお、2試合連続で40-20-5以上のダブル・ダブルを達成したのは、ウィルト・チェンバレン、エルジン・ベイラーに次いでNBA史上3人目であり、FG成功率60%以上で40-20-5以上のダブル・ダブルを達成した史上7人目の選手となった。
2023年1月3日のワシントン・ウィザーズ戦で55得点、10リバウンドを記録し、チームは123-113で勝利した。翌日のトロント・ラプターズ戦では自身31度目のトリプル・ダブルとなる30得点、21リバウンド、10アシストを記録し、通算トリプル・ダブル回数でジョン・ハブリチェック、ドレイモンド・グリーンに並び、歴代15位となった。また、直近5試合で通算200得点・80リバウンド・30アシスト以上を記録したのは、1972年のカリーム・アブドゥル＝ジャバー以来約51年ぶりであった。同月23日に自身7度目となるオールスターに、イースタン・カンファレンスのキャプテンとして選出された。同月29日のニューオーリンズ・ペリカンズ戦で出場時間30分で50得点、13リバウンドを記録し、チームは135-110で勝利した。2月2日のロサンゼルス・クリッパーズ戦で54得点、19リバウンドを記録し、チームは106-105で辛勝した。なお、バックスの選手が1シーズンで3度の50得点以上を記録したのは、カリーム・アブドゥル＝ジャバーに次いで史上2人目であった。2日後のマイアミ・ヒート戦では自身32度目のトリプル・ダブルとなる35得点、15リバウンド、11アシストを記録し、チームは123-115で勝利した。同月16日のシカゴ・ブルズ戦で3アシストを記録し、ポール・プレッシーが保持していた通算アシスト数のフランチャイズ記録を更新した。3月19日のトロント・ラプターズ戦で自身33度目のトリプル・ダブルとなる22得点、13リバウンド、10アシストを記録し、チームは118-111で勝利した。また、この試合でジュニア・ブリッジマンが保持していたレギュラーシーズン出場試合数のフランチャイズ記録を更新した。同月29日のインディアナ・ペイサーズ戦で38得点、17リバウンド、12アシストを記録し、チームは149-136で勝利した。このシーズン、アデトクンボはチームをイースタン・カンファレンス1位の勝率へ導き、自身はシーズン平均31.1得点を記録した。なお、FG成功率55%以上でシーズン平均30得点・10リバウンド以上を記録したのは、カリーム・アブドゥル＝ジャバーに次いでNBA史上2人目であった。
4月16日に行われたマイアミ・ヒートとのプレーオフ第1回戦の第1戦で腰を負傷し、2試合の欠場を余儀なくされた。復帰戦となった第4戦で26得点、10リバウンド、13アシストのトリプル・ダブルを達成したが、チームは114-119で惜敗した。第5戦では38得点、20リバウンドを記録したが、チームは延長戦の末に126-128で惜敗し、プレーオフ敗退となった。
2023-24シーズン開幕前の10月23日にバックスとの3年総額1億8600万ドルの延長契約に合意した。11月9日のインディアナ・ペイサーズ戦で54得点、12リバウンドを記録したが、チームは124-126で惜敗した。また、50得点・10リバウンド以上のダブル・ダブルを達成したのはこれで8度目であり、歴代記録ではマイケル・ジョーダンに並んだ。同月18日のダラス・マーベリックス戦で40得点、15リバウンド、7アシストを記録し、史上最年少（28歳347日）で通算1万6000得点・7000リバウンド・3000アシストを達成した。12月13日のインディアナ・ペイサーズ戦でキャリアハイとなる64得点を含む14リバウンドを記録し、チームは140-126で勝利した。なお、3ポイントシュートなしで60得点以上を記録したのは、2000年のシャキール・オニール以来約23年ぶりであった。同月17日のヒューストン・ロケッツ戦で26得点、17リバウンドを記録し、カリーム・アブドゥル＝ジャバーが保持していた通算リバウンド数のフランチャイズ記録を更新した。2日後のサンアントニオ・スパーズ戦ではキャリアハイとなる16アシストを含む11得点、14リバウンドを記録し、チームは132-119で勝利した。
2024年1月24日のクリーブランド・キャバリアーズ戦で自身42度目のトリプル・ダブルとなる35得点、18リバウンド、10アシストを記録し、チームは126-116で勝利した。翌日に自身8度目となるオールスターにイースタン・カンファレンスのキャプテンとして選出された。3月26日のロサンゼルス・レイカーズ戦で自身44度目のトリプル・ダブルとなる29得点、21リバウンド、11アシストを記録したが、チームはダブルオーバータイムの末に124-128で惜敗した。4月9日のボストン・セルティックス戦でふくらはぎを負傷し、残りのシーズンを全休することが発表された。
2024-25シーズン、11月13日のデトロイト・ピストンズ戦で59得点、14リバウンド、7アシストを記録し、チームは延長戦の末に127-120で勝利した。12月17日に行われたオクラホマシティ・サンダーとのNBAカップ決勝戦で26得点、19リバウンド、10アシストのトリプル・ダブルを達成し、チームの優勝に貢献した。また、これらの活躍もあり、NBAカップMVPを受賞し、2年連続となるNBAオールトーナメントチームに選出された。
2025年1月2日のブルックリン・ネッツ戦で27得点、13リバウンド、7アシストを記録したが、チームは110-113で惜敗した。また、この試合でNBA最長記録となる26試合連続で20得点以上・FG成功率50%以上を記録した選手となった。同月8日のサンアントニオ・スパーズ戦で自身432度目のダブル・ダブルとなる25得点、16リバウンド、8アシストを記録し、カリーム・アブドゥル＝ジャバーが保持していた通算ダブル・ダブル回数のフランチャイズ記録を更新した。同月25日に自身9度目となるオールスターにスターターとして選出された。さらに、自身11度目となるイースタン・カンファレンス月間最優秀選手にも選出された。4月4日のフィラデルフィア・セブンティシクサーズ戦でキャリアハイを更新する20アシストに加え、35得点、17リバウンドを記録、35得点・15リバウンド・20アシスト以上を記録したNBA史上初めての選手となった。

## 代表歴
2014年FIBAワールドカップでは9位、2015年FIBAユーロバスケットでは5位、2019年FIBAワールドカップでは11位、2022年FIBAユーロバスケットでは5位だった。2020年東京オリンピックの出場は逃した。2024年パリオリンピックではギリシャ選手団の旗手を務めた。

## プレースタイル
身長211cm、体重110kg、ウィングスパン223cmの巨大なフォルムと、高い運動能力と機動力、万能性を兼ね備えており、全ての選手に対してアドバンテージを作れるほか、5つのポジション全てをこなすことができる。その怪物的な万能性から、NBA史上類を見ないプレーヤーとも称される。

### オフェンス
ゴールへの突進はディフェンス不可能なレベルに達し、リーグ史上でも屈指の実力を誇るスラッシャータイプの選手であり、どこからでも飛んできて豪快なダンクを繰り出すほか、長い手足を活用したユーロステップを得意としている。相手選手からスティールし、そのままマイケル・ジョーダンのようにフリースローダンクを決めたこともあれば、速攻で相手選手を飛び越えてダンクを決めたこともある。ステップが非常に大きいので、ハーフラインから数歩でフィニッシュまで持っていくことができる。1度のドリブルで、450cm進むとの調査結果も出ている。ペネトレイトからゴール下でのスピンムーブはアンストッパブルである。また、長身選手ながらクイックネスに優れ、高いハンドリングスキルも兼ね備えていることから、フォワード系の選手ながらゲームメイクを担うことができるポイントフォワードに位置づけられることが多い。ポイントガードとしての素質は、ジェイソン・キッド監督の下で開花し、身体能力が高いだけの粗削りなプレーヤーから、史上屈指のオールラウンドプレーヤーへと変貌を遂げることになった。
シュートレンジに関しては、インサイドではそのパワーのアドバンテージもあって、無類の決定力の高さを誇る。ジャンプシュートは一貫して苦手としており、3ポイントシュートやフリースローの精度は平均以下だが、近年は3ポイントシュートやフリースローの精度は向上している。。リム周辺での爆発力を警戒して、ヤニスがトップにいる時は、相手ディフェンダーは距離を取って守ることが多い。

### ディフェンス
NBA最優秀守備選手賞を受賞しており、マンツーマンディフェンスでは、全てのポジションをガードできるエースキラー級のエリートデフェンダーである。チームディフェンスにも精通しており、リーグ屈指のウィングスパンの長さは、ディナイやパスカット、ブロック、リバウンドで効力を発揮する。主にペイントへの攻撃を阻止する、アメリカンフットボールのいわゆる「フリーセーフティ」を得意としている。

## 人物
- アテネ出身だが、両親はナイジェリアからの移民で就労ビザを持っていなかったため、ヤニスがギリシャ国籍を取得したのは、2013年のNBAドラフトの2か月前のことである。それまでは、ギリシャ出身のためナイジェリア国籍もなく、海外への渡航ができない無国籍者だった[121]。幼少期の生活は非常に苦しく、兄弟と露店で時計やバッグ等を売っていた[122]。上記の理由から、ギリシャにもナイジェリアにも居場所がないように感じていたと語っている[123]。
- 非常にひょうきんな性格で知られている[124]。
- オレオが大好物であり、1ヶ月間オレオのみを食べて過ごしたこともあった[125]。
- アデトクンボの発音が難しく、デビュー当時は、バックスファンでさえ、まともに発音できなかった[126]。Human Alphabetというニックネームも持っている。
- 長兄のフランシス・アデトクンボはサッカー選手。次兄のタナシス・アデトクンボは2014年のNBAドラフトでニューヨーク・ニックスから51位で指名され、2019年よりバックスでヤニスとチームメイトとなり、2021年にNBAチャンピオンを経験し、兄弟でチャンピオンに輝いた。
- 長弟のコスタス・アデトクンボは2018年のNBAドラフトにおいて2巡目60位でフィラデルフィア・セブンティシクサーズから指名され、ダラス・マーベリックスにトレード。2020年にロサンゼルス・レイカーズでNBAチャンピオンを経験した。
- 次弟のアレックス・アデトクンボはウィスコンシン州の高校を卒業後リーガACBでプレーし、2021年にNBAゲータレード・リーグのラプターズ・905と契約した。
- 渡邊雄太が対戦して最も衝撃を受けた選手を聞かれ、「断トツでアデトクンボですね。彼のインパクトは本当に衝撃的でした」と答えている[127]。
- クリスチャンでありギリシャ正教を信仰している[128]。2019年にNBA最優秀選手賞を初受賞した際のスピーチで、「まず初めに、私に素晴らしい才能を与えてくれた神様に感謝します。あなたのおかげで今日の私があります」と述べている[129]。彼が小さいときから通っていた教会の司祭は、「ヤニスはコートの上では飛んでいますが、普段は地に足のついた人間です。彼は子供の時から純粋で希望に溢れた目をしていました。大変な状況で育ったにもかかわらず、恐れや憤りの影はそこにはありませんでした」と語っている[130]。
- 現役引退後は表舞台には出ず、静かに暮らしたいと語っている[131]。

## 個人成績

### NBA

#### レギュラーシーズン
| シーズン     | チーム       | GP  | GS  | MPG  | FG%  | 3P%  | FT%  | RPG  | APG | SPG | BPG | PPG  |
| ------------ | ------------ | --- | --- | ---- | ---- | ---- | ---- | ---- | --- | --- | --- | ---- |
| 2013–14      | MIL          | 77  | 23  | 24.6 | .414 | .347 | .683 | 4.4  | 1.9 | .8  | .8  | 6.8  |
| 2014–15      | MIL          | 81  | 71  | 31.4 | .491 | .159 | .741 | 6.7  | 2.6 | .9  | 1.0 | 12.7 |
| 2015–16      | MIL          | 80  | 79  | 35.3 | .506 | .257 | .724 | 7.7  | 4.3 | 1.2 | 1.4 | 16.9 |
| 2016–17      | MIL          | 80  | 80  | 35.6 | .521 | .272 | .770 | 8.8  | 5.4 | 1.6 | 1.9 | 22.9 |
| 2017–18      | MIL          | 75  | 75  | 36.7 | .529 | .307 | .760 | 10.0 | 4.8 | 1.5 | 1.4 | 26.9 |
| 2018–19      | MIL          | 72  | 72  | 32.8 | .578 | .256 | .729 | 12.5 | 5.9 | 1.3 | 1.5 | 27.7 |
| 2019–20      | MIL          | 63  | 63  | 30.4 | .553 | .304 | .633 | 13.6 | 5.6 | 1.0 | 1.0 | 29.5 |
| 2020–21      | MIL          | 61  | 61  | 33.0 | .569 | .303 | .685 | 11.0 | 5.9 | 1.2 | 1.2 | 28.1 |
| 2021–22      | MIL          | 67  | 67  | 32.9 | .553 | .293 | .722 | 11.6 | 5.8 | 1.1 | 1.4 | 29.9 |
| 2022–23      | MIL          | 63  | 63  | 32.1 | .553 | .275 | .645 | 11.8 | 5.7 | .8  | .8  | 31.1 |
| 2023–24      | MIL          | 73  | 73  | 35.2 | .611 | .274 | .657 | 11.5 | 6.5 | 1.2 | 1.1 | 30.4 |
| 2024–25      | MIL          | 67  | 67  | 35.2 | .601 | .222 | .617 | 11.9 | 6.5 | .9  | 1.2 | 30.4 |
| 通算         | 通算         | 792 | 727 | 32.8 | .545 | .286 | .702 | 9.8  | 4.9 | 1.1 | 1.2 | 23.4 |
| オールスター | オールスター | 8   | 8   | 25.3 | .713 | .273 | .643 | 7.6  | 2.8 | 1.1 | .8  | 24.9 |

#### プレーオフ
| シーズン | チーム | GP | GS | MPG  | FG%  | 3P%  | FT%  | RPG  | APG | SPG | BPG | PPG  |
| -------- | ------ | -- | -- | ---- | ---- | ---- | ---- | ---- | --- | --- | --- | ---- |
| 2015     | MIL    | 6  | 6  | 33.5 | .366 | .000 | .739 | 7.0  | 2.7 | .5  | 1.5 | 11.5 |
| 2017     | MIL    | 6  | 6  | 40.5 | .536 | .400 | .543 | 9.5  | 4.0 | 2.2 | 1.7 | 24.8 |
| 2018     | MIL    | 7  | 7  | 40.0 | .570 | .286 | .691 | 9.6  | 6.3 | 1.4 | .9  | 25.7 |
| 2019     | MIL    | 15 | 15 | 34.3 | .492 | .327 | .637 | 12.3 | 4.9 | 1.1 | 2.0 | 25.5 |
| 2020     | MIL    | 9  | 9  | 30.8 | .559 | .325 | .580 | 13.8 | 5.7 | .7  | .9  | 26.7 |
| 2021     | MIL    | 21 | 21 | 38.1 | .569 | .186 | .587 | 12.8 | 5.1 | 1.0 | 1.2 | 30.2 |
| 2022     | MIL    | 12 | 12 | 37.3 | .491 | .220 | .679 | 14.2 | 6.8 | .7  | 1.3 | 31.7 |
| 2023     | MIL    | 3  | 3  | 30.3 | .528 | .000 | .452 | 11.0 | 5.3 | .3  | .7  | 23.3 |
| 2025     | MIL    | 5  | 5  | 37.6 | .606 | .200 | .698 | 15.4 | 6.6 | 1.0 | 1.0 | 33.0 |
| 通算     | 通算   | 84 | 84 | 36.2 | .532 | .259 | .625 | 12.2 | 5.3 | 1.0 | 1.3 | 27.0 |